# Lupaeus clarae
Lupaeus clarae är en spindeldjursart som först beskrevs av Den Heyer 1981.  Lupaeus clarae ingår i släktet Lupaeus och familjen Cunaxidae. Inga underarter finns listade i Catalogue of Life.